# Hrabia Darlington
Hrabiowie Darlington 1. kreacji (parostwo Wielkiej Brytanii)
- 1722–1725: Sophia Charlotte von Platen-Hallermund, hrabina Darlington

Hrabiowie Darlington 2. kreacji (parostwo Wielkiej Brytanii)
- 1753–1758: Henry Vane, 1. hrabia Darlington
- 1758–1792: Henry Vane, 2. hrabia Darlington
- 1792–1842: William Henry Vane, 1. książę Cleveland i 3. hrabia Darlington
- 1842–1864: Henry Vane, 2. książę Cleveland i 4. hrabia Darlington
- 1864–1864: William John Frederick Vane, 3. książę Cleveland i 5. hrabia Darlington
- 1864–1891: Harry George Powlett, 4. książę Cleveland i 6. hrabia Darlington